# Les Troupeaux de Géryon
Pour l'article mythologique, voir Géryon (homonymie).
Les Troupeaux de Géryon (The Flock of Geryon) est une nouvelle policière d'Agatha Christie mettant en scène le personnage d'Hercule Poirot.
C'est la 10e affaire des douze travaux d'Hercule Poirot, ayant trait aux Bœufs de Géryon. Géryon était un géant de la mythologie ayant une tête à trois faces humaines.
Initialement publiée le 26 mai 1940 dans la revue This Week aux États-Unis, cette nouvelle a été reprise en recueil en 1947 dans The Labours of Hercules au Royaume-Uni et aux États-Unis. Elle a été publiée pour la première fois en France dans la collection Série rouge en 1948, puis dans le recueil Les Travaux d'Hercule en 1966.

## Personnages
- Hercule Poirot : détective privé.
- James Japp : inspecteur à Scotland Yard.
- Amy Carnaby : amie d'Emmeline Clegg.
- Emmeline Clegg : vieille fille ayant rejoint « Le Troupeau du Pasteur ».
- Dr Andersen : « Grand Pasteur » ; chef de la secte du « Troupeau du Pasteur ».
- M. Cole : membre de la secte.
- M. Lipscomb : autre membre de la secte.

## Résumé

### Mise en place de l'intrigue
Amy Carnaby, déjà rencontrée dans la nouvelle Le Lion de Némée et désormais devenue honnête, confie à Hercule Poirot que son amie Emmeline Clegg est tombée sous la coupe du Dr Andersen, gourou de la secte « Le Troupeau du Pasteur ». Le problème est que plusieurs membres sont morts récemment, laissant tous leurs biens au gourou.
Ayant peur qu'Emmeline Clegg meure aussi prochainement dans des conditions mystérieuses, elle demande à Poirot d'intervenir. Poirot accepte et lui suggère de faire comme si elle était attirée par la secte afin « d'infiltrer » celle-ci.

### Enquête
Amy Carnaby demande à Emmeline Clegg de lui présenter le Dr Andersen. Ce dernier a effectivement une aura charismatique.
Amy se comporte, pendant plusieurs semaines, comme si elle trouvait la sérénité. Peu à peu elle semble convaincue qu'elle trouvera dans ce groupe la paix et la sérénité. Elle suit tous les rites. Elle indique au Dr Andersen qu'elle va recevoir bientôt recevoir un gros héritage.
Elle croise M. Cole, un membre de la secte, ainsi que M. Lipscomb, un autre membre de la secte.
Lors d'un entretien avec Hercule Poirot dans un salon de thé, elle finit même par lui déclarer qu'elle refuse désormais d'agir comme espionne et qu'elle est persuadée de la bonne foi du Dr Andersen. Elle dit refuser de collaborer avec Poirot.

### Dénouement et révélations finales
Poirot a contacté M. Japp, inspecteur-principal de police. Les deux hommes s'allient pour mettre fin aux activités du gourou. Il apparaît que M. Cole était l'inspecteur Japp lui-même, qui s'était infiltré dans la secte ! Concernant M. Lipscomb, l'un des autres membres de la secte, il avait été chargé par le Dr Andersen de suivre Amy et vérifier ses fréquentations. Lors de sa rencontre avec Poirot, Amy l'avait aperçu dans le salon de thé et avait fait mine de renoncer à l'espionnage au sein de la secte, d'où son revirement feint.
On apprend aussi que le Dr Andersen avait réussi à créer une emprise sur les membres du groupe grâce à la consommation de haschich.

## Publications
Avant la publication dans un recueil, la nouvelle avait fait l'objet de publications dans des revues :
- le 26 mai 1940, aux États-Unis, sous le titre « Weird Monster », dans la revue This Week[1] ;
- en août 1940, au Royaume-Uni, dans le no 596 de la revue The Strand Magazine[1] ;
- en 1948, en France, dans le no 13 de la collection Série rouge[2].

La nouvelle a ensuite fait partie de nombreux recueils, notamment :
- en 1947, au Royaume-Uni et aux États-Unis, dans The Labours of Hercules[1] (avec 11 autres nouvelles) ;
- en 1966, en France, dans Les Travaux d'Hercule (adaptation des recueils anglosaxons).

## Adaptation
L'intrigue de la nouvelle fait partiellement partie de Les Travaux d'Hercule (The Labors Of Hercule), téléfilm britannique de 2013 de la série télévisée Hercule Poirot (69e épisode, 13.04), avec David Suchet dans le rôle principal.